# نویهاوزن/شپره
نویهاوزن/شپره (به آلمانی: Neuhausen/Spree) یک شهر در آلمان است که در اشپری-نایسه واقع شده‌است. نویهاوزن/شپره ۵٬۳۸۶ نفر جمعیت دارد.